# Перешкура Валерій Валерійович
Валерій Перешкура (20 вересня 1977) — український гімнаст, призер Олімпійських ігор.
Тренувався в спортивному товаристві «Динамо» (Черкаси).
2000 — на Літній Олімпіаді у Сіднеї виборов срібну медаль у командному заліку в складі збірної України.